# コネクティングロッド

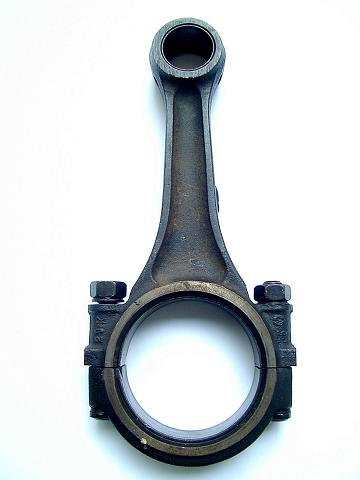
コネクティングロッド（コンロッド）

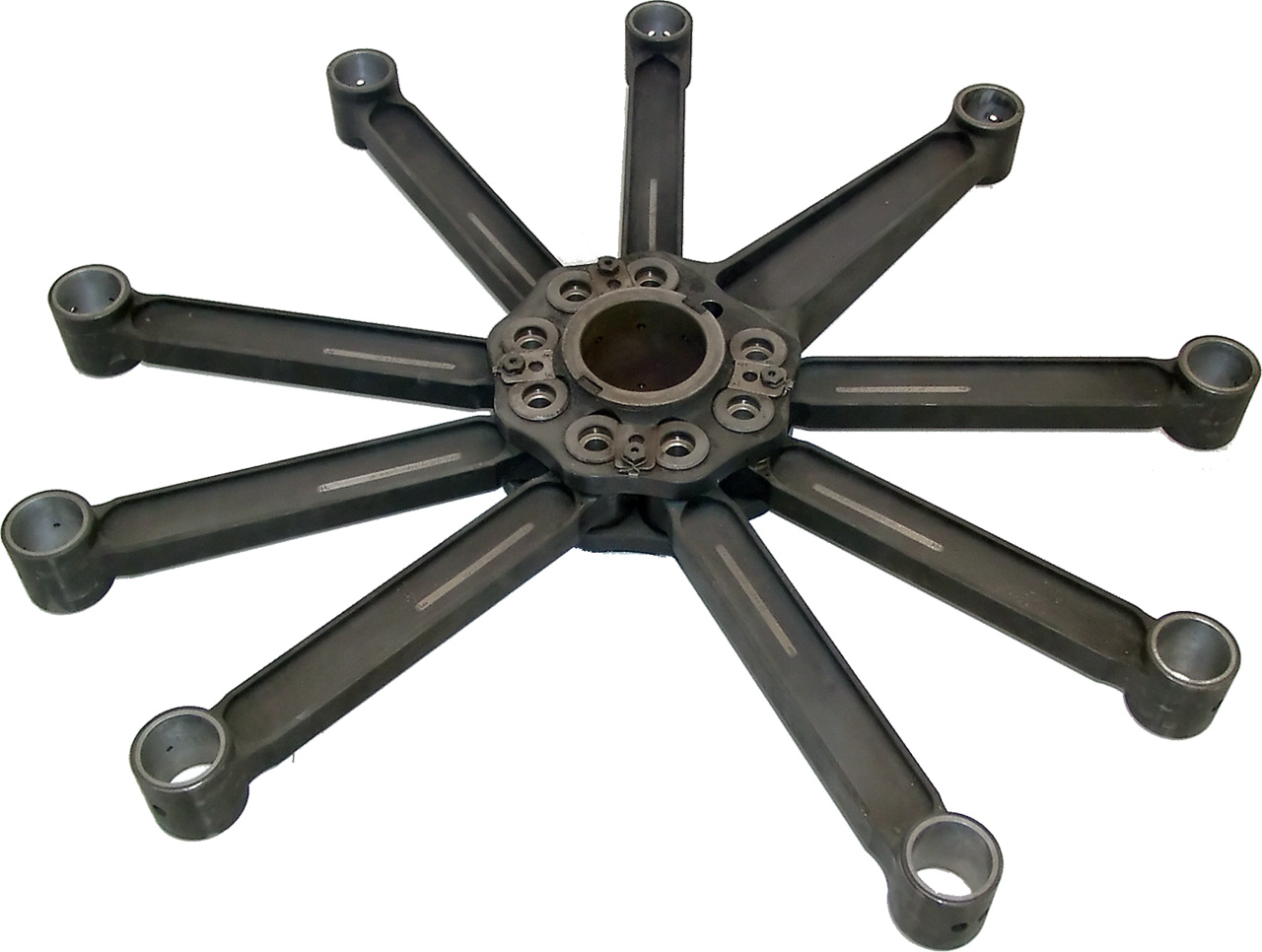
航空機用 星型9気筒エンジン
BMW 132のコンロッドセット。星型エンジンではこの写真の例に見られるように、一本のマスターコンロッドとリンクロッドからなるセットが一般的である。

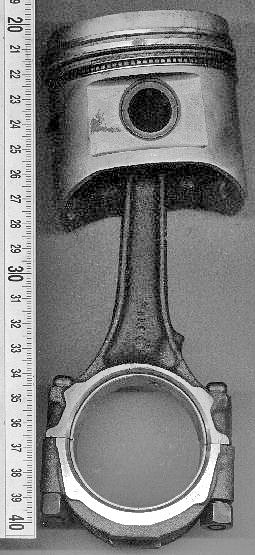
ピストン(上)と
コネクティングロッド(下)

コネクティングロッド (connecting rod) は、機械部品、特にエンジンに多く用いられる部品である。日本工業規格 (JIS) では、コネクティングロッドまたはコネクチングロッド、連接棒（れんせつぼう）などといった呼称を用い、慣用ではしばしばコンロッド (conn-rod) と略称される。

## 概要
コネクティングロッドは、クランクシャフトとの連動により、ピストンの往復直線運動を回転運動へ変換する部品である。ピストンピンとクランクピンを結び、それぞれの端を小端部、大端部と呼ぶ。熱間鍛造で形成され、材質にはクロームモリブデン鋼（SCM435など）や炭素鋼（S55Cなど）などが用いられる。小型汎用エンジンなどでは鍛造、ダイキャストまたは重力鋳造で成型されたアルミ合金が用いられることがある。レース用となるとチタン合金（64合金）などをバフ研磨されたものなどが用いられる。

## コネクティングロッドの種類
大端部が分割されているか否かで、組み立て式と一体式に分類される。
組み立て式
多くのエンジンは組み立て式を用いている。特に多気筒エンジンでは一体式クランクシャフトが一般的に用いられるため、コネクティングロッドを組み立て式とする事になる。
一体式
主に単気筒やV型2気筒などの少気筒数エンジンにおいて、組み立て式クランクシャフトを持つ場合に用いられる。コネクティングロッド自体は軽量で安価にできる。クランクピン部にニードルベアリングを入れられるので高速回転に対応できる。この為に初期のホンダのフォーミュラ1用V型12気筒エンジンなどの様に、多気筒エンジンでも使用される場合がある。
また、コネクティングロッド中間部分の断面形状には、I型とH型が多く用いられる。
I型
応力集中を避けることが可能。オペルの3気筒エンジンにI型のIの部分を除去した形状のものもある。
H型
軽量化が可能。アフターパーツの削り出しコネクティングロッドでは、機械加工の簡略化のために採用されることが多い。
V型エンジンや星型エンジンなどの様に複数の気筒を1つのクランクピンで受け持つ場合、クランクピン上のコネクティングロッドの配置でも分類される。
重ね合わせ
現代では最も一般的な方式で、クランクピンの軸方向にコネクティングロッドを重ねて取り付ける。そのためバンク間でクランク軸方向に気筒の位置がずれる。
マスター&スレイブ
星型エンジンに限っては最も一般的な方式で、他の形式でも用いられることがある。一本のマスターコネクティングロッドだけがクランクピンに取り付けられて、他のコネクティングロッドはマスターに可動式に取り付けられる。気筒の位置ずれは無いがマスターとスレイブとの間では僅かに動作が異なる。
フォーク&ブレイド
現代では廃れている方式。一方のコネクティングロッドの大端部側を二股にして共にクランクピンに通し、もう一方はその二股の間でクランクピンに通す。気筒の位置ずれは無く、両気筒間の動作も同一となるが、ロッドの質量が増すために高回転化は困難となる。

## 部品
コネクティングロッド
本体。
コネクティングロッドキャップ
組み立て式コネクティングロッドの大端部の下面。理論上引っ張り荷重を受ける。
ベアリングメタル
小端部には銅のブッシュが用いられ、大端部には3層からなるケルメットメタルなどが用いられる。
コネクティングロッドボルト
コネクティングロッドとコネクティングロッドキャップを止めるボルト。スタッドボルトの場合はナットも用いられる。
ノックピン
コネクティングロッドとコネクティングロッドキャップの位置決めに使われる。ノックピンが用いられないものも多い。位置決めにはリーマボルトもしくはノックピンで行われるのが一般的である。

## 事故および破損
コネクティングロッドはエンジンを構成する部品の中で最も過酷な環境で使用される部品の1つであるため10倍以上の安全率が取られており、通常使用において折損することはほとんどない。ピストンやクランクピンの焼き付き、故障や水没により燃料や冷却水などが燃焼室に入ることで起こるウォーターハンマー現象などにより、過大な反力が加わった場合に折損・座屈するケースが多い。コネクティングロッドが折損するとクランクシャフトの回転力により振り回される金属塊と化しクランクケース内部で暴れるため、ダメージの大きさからエンジン自体が修理不可能になることが多い。

## 蒸気機関車の主連棒
蒸気機関車などといった大型の機関では、回転側に直接伝達しているロッドがコネクティングロッドである。日本においては蒸気機関車のそれは主連棒と呼ばれる。そういった大型の機関では、ピストンとの間には直動のみで揺動しない「ピストンロッド」と呼ばれる要素が入り、ピンで連結される。ピストンロッドに付けられる部品の名からクロスヘッド方式と呼ばれる（ユニフロー掃気ディーゼルエンジン#船舶用も参照）。コネクティングロッドが接続されている動輪の車軸がクランクシャフトに相当し、動輪を駆動する構造となっている。通常特定の1軸をコネクティングロッドで駆動しており、それ以外の動輪はコネクティングロッドが接続されている動輪とカップリングロッド（連結棒）と呼ばれるロッドで連結されていて、これにより駆動されている。

## その他
オイルジェット
コネクティングロッドの大端部に設けられた孔より潤滑油（オイル）を吐出し、シリンダ壁面の潤滑・ピストン冷却を行う為の仕組み。しかし、一般的なエンジンではシリンダ壁面にはクランクシャフトからの飛散により十分オイルが付着しているはずである。また、ピストン冷却についても常にピストン裏面にオイルを噴射するシリンダブロック設置タイプのオイルジェットと異なり、コンロッドからの噴射ではオイルがピストンにかかったりかからなかったりするため、冷却性能は限られる。このように、これらの効能を疑問視する意見もあり、実験により効果が無いことを証明したとの説もある。軸受部位の油圧低下に繋がるとして好ましくないとする意見もある。社外品の強化コンロッドでは純正コンロッドに存在していたオイルジェット孔が省かれているものもある。
クローズイン
ピストンなどの慣性力により、コネクティングロッドに引っ張り荷重が働くとき、大端部が荷重の垂直方向で内側へ引き込まれ（クローズイン）、真円が保たれなくなる現象。大端部とクランクピンのクリアランス低下による焼付きを発生することもある。
鏡面加工
コネクティングロッドの鏡面加工は応力を分散させ、クラックの入る起点の発生を抑制する効果がある。また、主運動系の静的バランスを取る際の仕上げとして行われることもある。エンジン内における空気抵抗減少、オイルの落ち促進などの効果があるという説もある。
破断面コネクティングロッド
組み立て式コネクティングロッドにおいて、ロッドとキャップの接合面を破断面にしたコネクティングロッド。製法は、ロッドとロッドキャップを一体成形し大端穴加工を施した後に、打撃を加えてロッドとキャップの2部品へ分割する。この製法から、クラッキングコンロッド、かち割りコンロッドとも呼ばれる。大端部との連接にローラーベアリングを用いたクランクシャフトへ組み付けるために製作される。接合面が唯一無二の凹凸形状となるため、クランクシャフト（に組まれたローラーベアリング外周）上で確実に大端穴の真円を復元できる。唯一無二の凹凸嵌合によりロッドとキャップの位置が決まるため、副次効果として、ノックピンなどは不要になり大端部を小さくすることができる。